# Miranda (Cauca)
Miranda é um município da Colômbia, localizado no departamento de Cauca.